# Land van de Roes

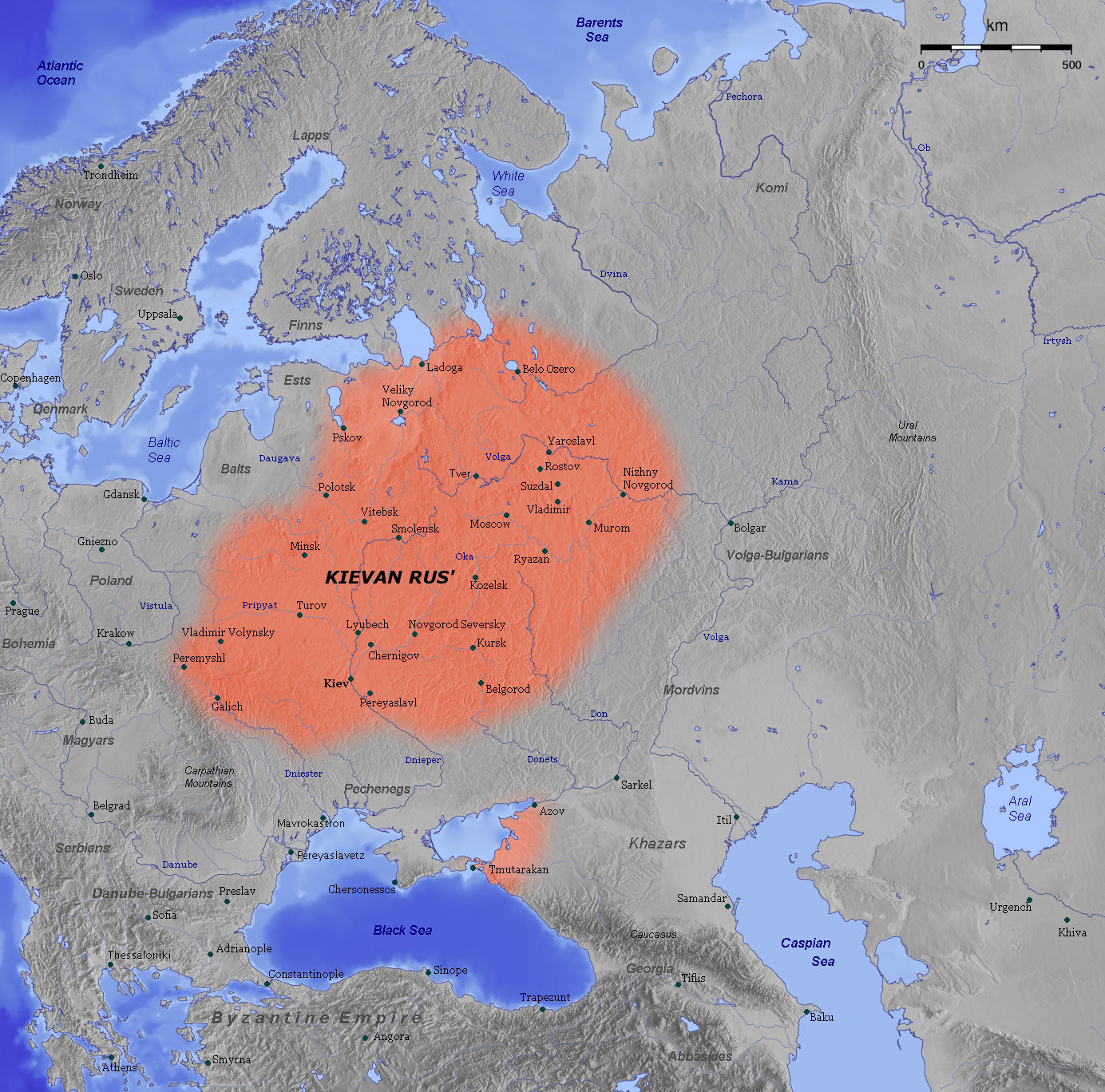
De regio in de 10e eeuw

Het land van de Roes (Oudrussisch: Рѹсь of Рѹсьскаѧ землѧ, en spellingvarianten; Latijn: Ruthenia) was een etnisch-culturele regio in Oost-Europa die bewoond werd door Oost-Slaven en Fins-Permische volkeren. Historisch gezien omvatte het land van Roes het noordwestelijk deel van het huidige Rusland, het noordelijk deel van Oekraïne, Wit-Rusland en oostelijke delen van Polen.
De naam komt van het Oudrussisch Рѹсь (Roes) en blijft hetzelfde in het moderne Wit-Russisch, Russisch en Oekraïens. In het Grieks heet het Ρως (Ros) of Ρωσία (Rosia), in het Armeens Ռուսաստան (Rovsastan), en in het Latijn Rusia.